# موزه‌های واتیکان

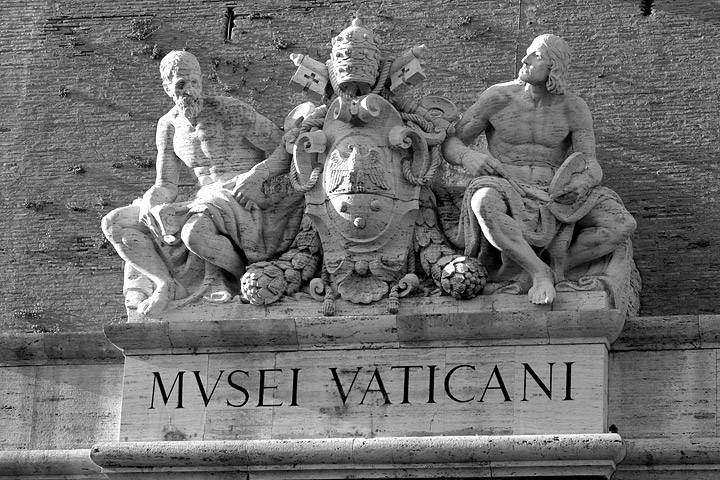
ورودی ساختمان موزهٔ واتیکان.

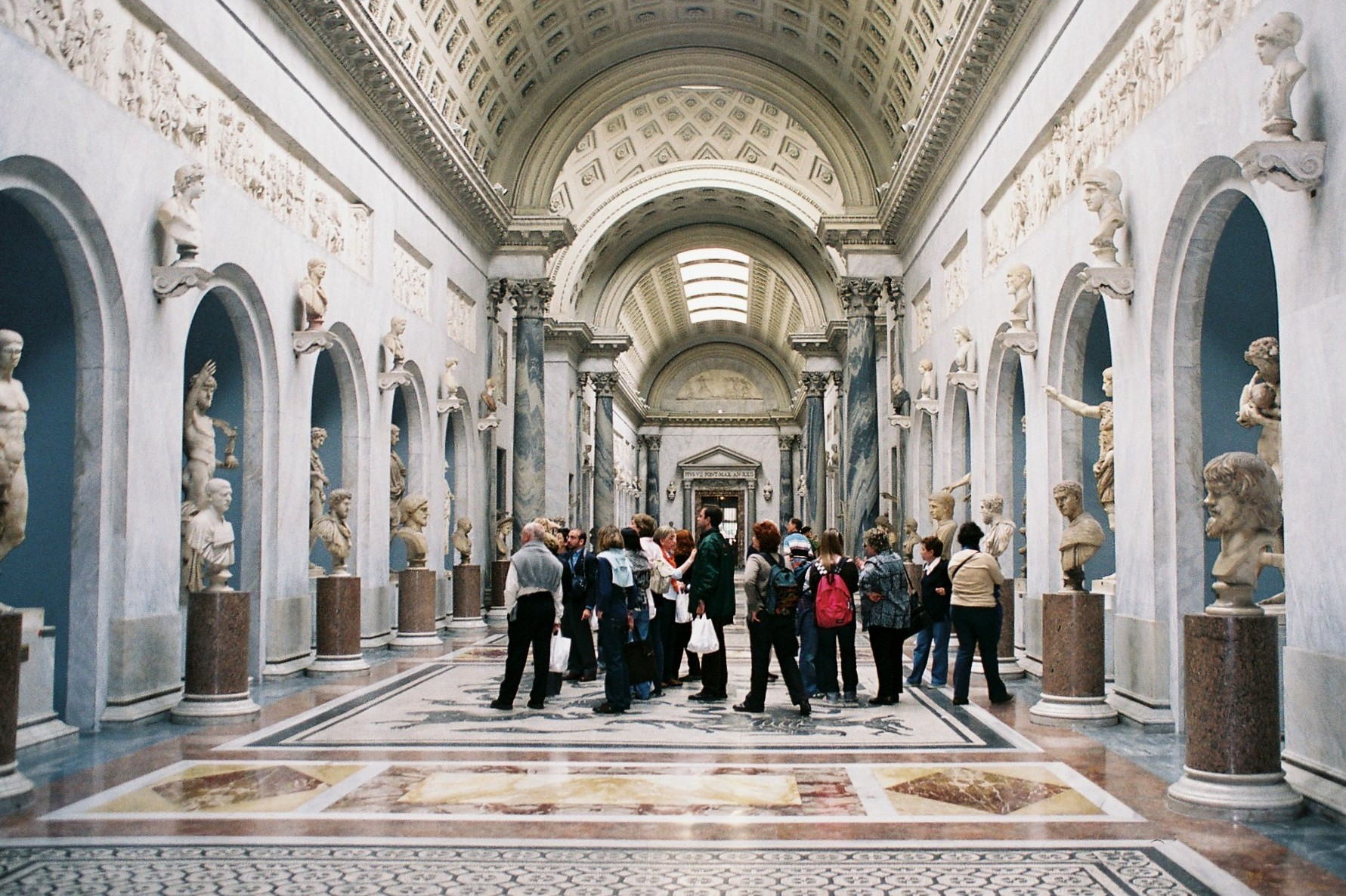
تصویری از یکی از راهروهای موزه واتیکان.

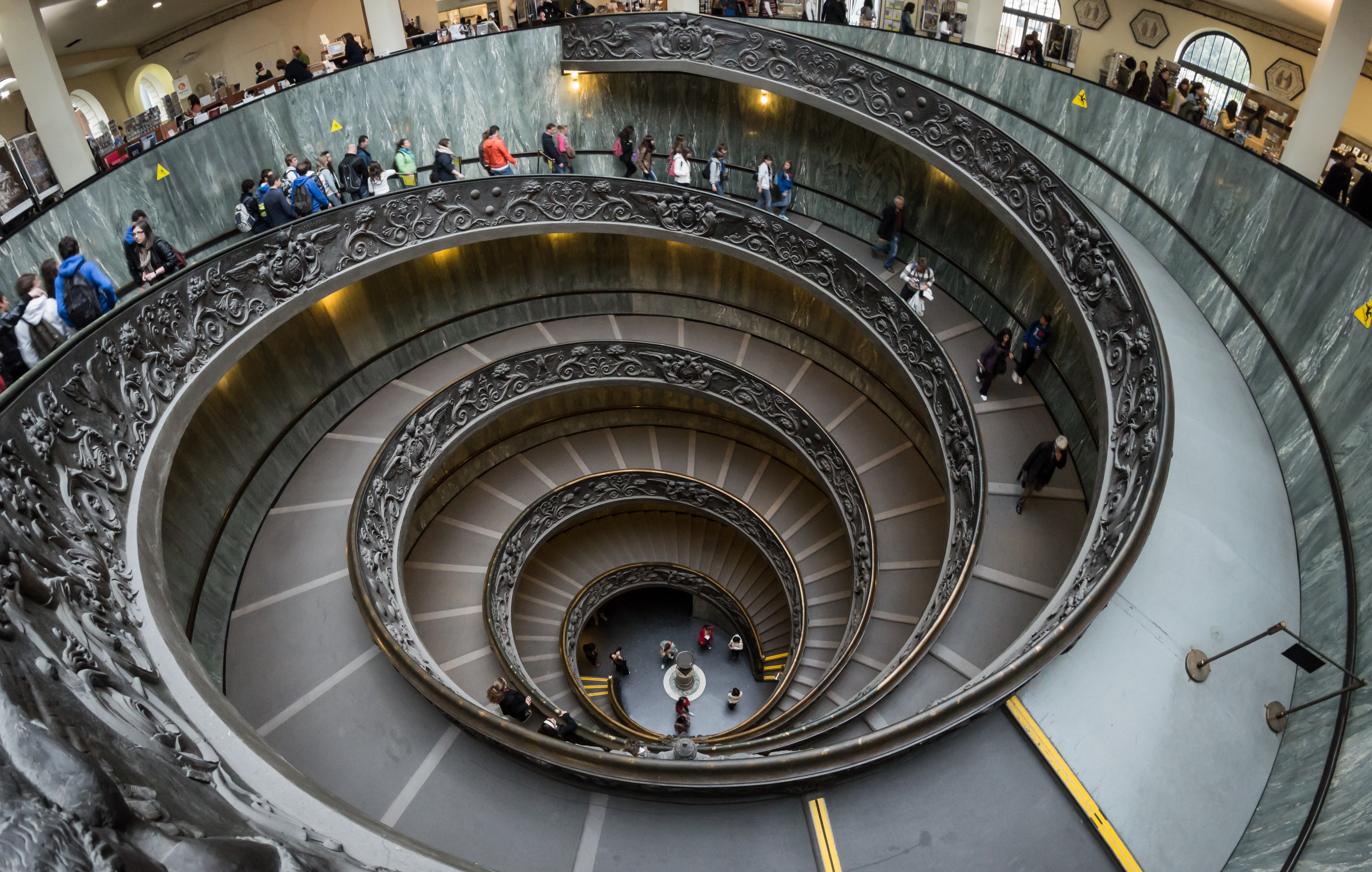
پله های موزه واتیکان.

موزه‌های واتیکان (به ایتالیایی: Musei Vaticani) از بزرگترین و پربارترین موزه‌های جهان هستند.
موزه واتیکان یکی از دیدنی‌های اصلی شهر واتیکان است. این موزه که آثار هنری تاریخی بی‌نظیری را که مرتبط با مسیحیت و مذهب کاتولیک است را در خود جای داده سالانه پذیرای حدود چهار میلیون بازدید کننده است.
این موزه در سال ۱۵۰۶ میلادی توسط پاپ ژولیوس دوم بنیان نهاده شد.
گفتنی است که در داخل موزه واتیکان بیش از هر جای دیگری در جهان آثار خاص وجود دارند.
از سال ۲۰۲۱، موزه‌های واتیکان امکان بازدید مجازی از گالری‌های اصلی، از جمله اتاق‌های رافائل و کلیسای سیستین را برای کاربران سراسر جهان فراهم کرده‌اند.